# سینوس گلابی‌شکل
سینوس گلابی‌شکل یا حفرهٔ گلابی‌شکل، یا سینوس قاچاقچی یک فرورفتگی کوچک در دو سوی دهانهٔ حنجره است. این ناحیه از سمت میانی با چین آری‌اپی‌گلوتیک و از سمت بیرونی با غضروف تیروئید و غشای سپری‌لامی (تیروهیوئیدی) محدود می‌شود. این سینوس‌ها در فرایند گفتار نقش دارند.
نام «سینوس قاچاقچی» از کاربرد تاریخی این بخش برای پنهان‌سازی و انتقال اجسام کوچک گرفته شده است.

## ساختار

### ارتباطات
زیر لایهٔ مخاطی سینوس گلابی‌شکل عصب حنجره‌ای بازگشتی و نیز شاخه‌ای از عصب حنجره‌ای فوقانی قرار دارند. عصب حنجره‌ای داخلی مسئول انتقال حس در این ناحیه است و در صورت سوراخ شدن ناخواستهٔ لایهٔ مخاطی ممکن است آسیب ببیند. سینوس گلابی‌شکل بخشی از حلق به‌شمار می‌رود؛ تمایزی که در مرحله‌بندی و درمان سرطان‌های سر و گردن اهمیت دارد.

## اهمیت بالینی
این ناحیه محل شایعی برای گیر افتادن ذرات غذا است؛ در کودکان اگر جسم خارجی در این سینوس گیر کند، گاه می‌توان بدون جراحی آن را خارج کرد. آسیب به این ناحیه، برای نمونه با گیر کردن خار ماهی، می‌تواند احساس وجود جسم خارجی در گلو ایجاد کند.
بازمانده‌های کیسه‌های حلقی سوم و چهارم ممکن است به صورت فیستول به سینوس گلابی‌شکل امتداد یابند که گاه به‌اشتباه «فیستول‌های حلقی» نامیده می‌شوند. این وضعیت می‌تواند به تیروئیدیت عفونی حاد منجر شود که بیشتر در سمت چپ گردن رخ می‌دهد.